# Acupalpus partiarius
Acupalpus partiarius (лат.) — вид жуков рода Acupalpus из семейства жужелиц. США.

## Описание
Обитает в низинах: границы прудов, озёр, рек и болот; пастбища, возделываемые поля (например, кукурузные) и пустыри. Открытая земля; умеренно влажная, илистая почва. В основном ночные, иногда активны при весеннем солнцепёке; днём обычно укрываются в норах, вырытых в почве, в подстилке из листьев и под кусками дерева. Сезонность: февраль-сентябрь, ноябрь. Взрослые особи зимуют на более высоких и сухих участках, вблизи воды, в лесах и на пустырях; под кусками дерева и отмершими листьями. Макроптерный, часто летает (весной на солнце, в сумерках, ночью на искусственное освещение). Регулярно встречается в дрейфующем материле по берегам озёр материале, что указывает на способность к полёту. Медленный бегун. Изредка лазает (по растениям). Вид был впервые описан в 1823 году американским энтомологом ДжоТомасом Сэем (1787—1834).